# Diospyros troupinii
Diospyros troupinii är en tvåhjärtbladig växtart som beskrevs av Frank White. Diospyros troupinii ingår i släktet Diospyros och familjen Ebenaceae. Inga underarter finns listade i Catalogue of Life.